# Пејнтед Поуст (Њујорк)
Пејнтед Поуст (енгл. Painted Post) град је у америчкој савезној држави Њујорк.

## Демографија
По попису из 2010. године број становника је 1.809, што је 33 (-1,8%) становника мање него 2000. године.
| Група             | 2000.         | 2010.         |
| Белци             | 1.754 (95,2%) | 1.711 (94,6%) |
| Афроамериканци    | 25 (1,4%)     | 35 (1,9%)     |
| Азијати           | 32 (1,7%)     | 17 (0,9%)     |
| Хиспаноамериканци | 14 (0,8%)     | 15 (0,8%)     |
| Укупно            | 1.842         | 1.809         |